# Радтке, Станислав Геннадьевич
Станислав Геннадьевич Радтке (30 сентября 1956) — советский и казахстанский футболист, вратарь.
Начал карьеру в «Спартаке» Нальчик. В первенстве СССР играл в 1977—1991 годах во второй лиге за «Машук» Пятигорск, «Металлург»/«Мелиоратор» Чимкент, «Шахтёр» Караганда, «Торпедо» Кокчетав. В 1992 году стал серебряным призёром чемпионата Казахстана в составе ФК «Арсенал-СКИФ». Также играл за «Жалын» Чимкент (1994), «Динамо» Чимкент (1999).
Играл в поле, забил несколько мячей.